# 吉田康伸
吉田 康伸（よしだ やすのぶ、1967年 - ）は、日本の元バレーボール選手、指導者。体育学者。
法政大学経営学部教授。法政大学スポーツ研究センター所員。法政大学SSI教員。

## 略歴・人物
1990年、法政大学経営学部経営学科卒業後、東レ株式会社バレーボール部（東レ九鱗会→東レアローズ）に所属しながら、筑波大学大学院体育学研究科にてコーチ学を専攻し博士前期修了。
菅野幸一郎は高校から東レまで同じチームの同級生であった。
1996年に東レアローズを退団。
2003年より、法政大学経営学部助教授。2008年、同大学教授となる。
過去に、全日本大学バレーボール連盟強化委員を歴任し、現在は法政大学体育会バレーボール部部長、及び監督を務めている。日本体育学会にも所属。
IOC認定国際バレーボールコーチ、日本体育協会公認バレーボールコーチの資格を所持している。

## 所属チーム

### 選手
- 法政大学第二高等学校
- 法政大学
- 東レ九鱗会・東レアローズ（1990-1996年）

### 指導者
- 法政大学 監督（1997-2011年、2018年-）

## 著作等

### 論文
- 『バレーボールのブロック動作に関する分析的研究』（日本体育学会第46回大会号 1995年）
- 『バレーボールにおけるフロントとバックの攻撃パターンについての研究』（法政大学体育研究センター 『紀要』第14号 (14) 1996年）
- 『バレーボールにおけるルール改正に伴う戦術の変化についての研究』（法政大学体育・スポーツ研究センター 『紀要』第21号 (21) 2003年）
- 『バレーボールにおけるラリーポイント制とサイドアウト制の違いについての研究 』（法政大学体育・スポーツ研究センター「紀要」第25号 (25) 2007年）
- 『バレーボールにおけるジャンプサーブの効果についての研究』（法政大学体育・スポーツ研究センター「紀要」第26号 (26) 2008年）
- 『企業における販売促進をにらんだスポーツイベントの実施 －バレーボール教室の開催における顧客獲得効果ー』（法政大学体育・スポーツ研究センター「紀要」第27号 (27) 2009年）
- 『バレーボール技能向上におけるビジュアルトレーニングの検証 －サーブレセプションのトレーニング効果ー』（法政大学体育・スポーツ研究センター「紀要」第27号 (27) 2009年）など

## 専門分野
- スポーツ方法学
- ゲーム分析